# 海德魏爾格拉本河 (阿爾特米爾河支流)
49°07′28″N 10°44′33″E / 49.12433°N 10.74251°E
海德魏爾格拉本河是德國的河流，位於該國東南部，由巴伐利亞負責管轄，屬於阿爾特米爾河的左支流，河道全長5.5公里，流經魏森堡-貢岑豪森縣。